# Carme Rigalt Tarragó
Carmen Rigalt Tarragó (Vinaixa, Garrigues, 13 de setembre de 1949) és una periodista i escriptora catalana que viu a Madrid.

## Biografia
Estudià periodisme a la Universitat de Navarra. Ha treballat a les publicacions Sol de Màlaga, Pueblo (1975), Viva (1976), Diez Minutos, Informaciones (1977), Libera (1978), El Periódico de Catalunya, Diario 16, la revista Tiempo i El Mundo (1992-). Ha estat directora de les revistes Tanit (1975-78) i Líbera (1978).
També ha escrit la novel·la Mi corazón que baila con espigas, amb la qual va ser finalista del Premi Planeta, així com La mujer de agua i Diario de una adicta a casi todo.
Pel que fa a la televisió ha col·laborat al programa «Pasa la vida» de TVE entre 1991 i 1996, «Día a día» de Telecinco i «Cada dia» d'Antena3. El 2007 va començar a participar en programes de crònica rosa de Telecinco com ara Hormigas blancas, Nada es igual o Sálvame.
En 2001 l'Audiència Provincial de Madrid la va absoldre d'un delicte d'intromissió a l'honor de què l'acusava el cantant Alejandro Sanz, de qui va dir que era homosexual. Anys més tard, el setembre de 2008, el Tribunal Suprem revocà la sentència anterior i la condemnà, juntament amb la revista dominical d'El Mundo i l'empresa Unidad Editorial, a indemnitzar el cantant amb el pagament de 30.000 euros.
Està casada amb el periodista Antonio Casado Alonso i és mare de l'escriptor Daniel Casado Rigalt.

## Llibres publicats
- Yo fui chica de alterne (1976)
- Mi noche de bodas (1977)
- La vida empieza en lunes (1996)
- Cosas de mujer (1997)
- Mi corazón que baila con espigas (1997)
- La mujer de agua (2000)
- Diario de una adicta a casi todo (2002)
- Todas somos princesas y otras crónicas de la vida cotidiana (2004)
- ¡Socorro!: me estoy pareciendo a mi madre (2005), amb Rosa Villacastín
- Noticia de mi vida (2021)